# Поповка (Красноградский район)
Поповка (укр. Попівка) — село, Поповский сельский совет, Красноградский район, Харьковская область, Украина.
Код КОАТУУ — 6323385701. Население по переписи 2001 года составляет 1303 (577/726 м/ж) человека.
Является административным центром Поповского сельского совета, в который, кроме того, входят сёла Вольное,
Маховик, Новопавловка, Роздолье и Ясная Поляна.

## Географическое положение
Село Поповка находится на левом берегу реки Берестовая, выше по течению примыкают сёла Маховик и Балки, ниже по течению примыкает село Ульяновка. По селу протекает пересыхающий ручей с запрудами. К селу примыкают лесные массивы. Рядом проходит автомобильная дорога Р-51 и железная дорога, станция Мир.

## История
- 1752 — дата основания.

## Религия
- Свято-Николаевский храм.